# Sais
Sais (antic egipci Zau), actualment Sa al-Hagar (àrab: صا الحجر, Ṣā al-Ḥajar; àrab egipci: صا الحجر, Ṣā al-Ḥagar), és una ciutat del delta, a Egipte.
Va tenir certa importància a l'època predinàstica, però sempre superada per Buto. Fou la capital del nomós V del Baix Egipte (Sap-meh). Sempre va ser una ciutat mitjana fins que va guanyar importància amb la dinastia XXIV. Amb la dinastia XXVI fou la capital del país (període saïta).
La deessa local fou Neith. També tenien temples a la ciutat Osiris, Horus, Sobek, Atum, Amun (Amon), Bastet, Isis, Nekhbet, Wadjet i Hathor.
Heròdot parla dels seus temples, palaus reials i tombes, però quasi res es conserva avui dia. El temple de Neith es creu que podia comparar-se amb el de Karnak.